# Calypogeia miquelii
Calypogeia miquelii là một loài rêu trong họ Calypogeiaceae. Loài này được Mont. mô tả khoa học đầu tiên năm 1845.